# Майл-Енд (станція метро)
51°31′30″ пн. ш. 0°01′59″ зх. д. / 51.525° пн. ш. 0.033° зх. д.
Майл-Енд (англ. Mile End) — станція Лондонського метрополітену ліній Дистрикт, Гаммерсміт-енд-Сіті та Центральна. Станція знаходиться у Майл-Енд, Іст-Енд Лондон, у 2-й тарифній зоні, для ліній Дистрикт та Гаммерсміт-енд-Сіті між метростанціями Степні-Грін та Боу-роуд, для Центральної лінії — Бетнал-Грін та Стратфорд. В 2017 році пасажирообіг станції — 15.75 млн пасажирів На станції заставлено тактильне покриття.
Станція мілкого закладення з кросплатформовою пересадкою.

## Історія
- 2. червня 1902 — відкриття станції у складі Whitechapel and Bow Railway.
- 4. грудня 1946 — відкриття платформ Центральної лінії.

## Пересадки
- На автобуси London Buses маршрутів 25, 205, 277, 323, 339, 425, D6, D7, та нічний маршрут N205;
- На автобуси National Express маршруту A8; та цілодобові маршрути 25, A8.

## Туристичні пам'ятки поруч
- Вікторія-парк[en]
- Майл-Енд-парк[en]
- Ріджентс-канал[en]
- Лондонський університет королеви Марії
- Майл-Енд шпиталь[en]
- Королівський Лондонський шпиталь[en]

## Послуги
| Попередня станція | Лінія                           | Лінія                                      | Лінія | Наступна станція |
| ----------------- | ------------------------------- | ------------------------------------------ | ----- | ---------------- |
| Стратфорд         |                                 | Лондонське метро Центральна лінія          |       | Бетнал-Грін      |
| Боу-роуд          |                                 | Лондонське метро Лінія Гаммерсміт-енд-Сіті |       | Степні-Грін      |
| Боу-роуд          | Лондонське метро Лінія Дистрикт |                                            |       | Степні-Грін      |